# Ethel Wright

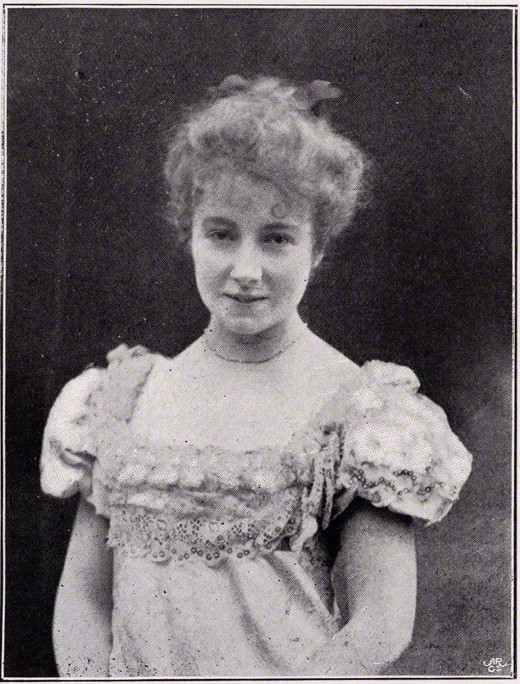
Ethel Wright, Porträtaufnahme von Hayman Seleg Mendelssohn, ca. 1896

Ethel Wright, verheiratete Ethel Barclay (* zwischen 1866 und 1869 in London; † 6. Juli 1939 ebenda) war eine englisch-britische Porträtmalerin, Illustratorin und Modell. Wrights Gemälde befinden sich in britischen Nationalsammlungen und ihr berühmtestes Werk ist ein Porträt der Suffragettenführerin Christabel Pankhurst, das sich in der National Portrait Gallery befindet.

## Leben
Über Wrights Kindheit und Jugend ist wenig bekannt: Sie wurde zwischen 1866 und 1869 in London geboren und ihr Vater hieß John Wright. Sie skizzierte und kopierte Gemälde in der National Gallery und wurde eine Schülerin von John Seymour Lucas.
Später studierte sie an der Académie Julian in Paris mit Unterstützung und auf Anraten des berühmten Porträtisten Solomon Joseph Solomon.  Als sie 1888 zurückkehrte, stellte Solomon ein Gemälde aus, das er von ihr angefertigt hatte. Wright saß auch für Arthur Hacker Modell und ist auf etwa 50 seiner Gemälde zu sehen. Ende des 19. Jahrhunderts stellte sie regelmäßig als Gesellschaftsporträtistin in der Royal Academy of Arts aus und gewann in den 1890er Jahren ein Profil als eine Malerin, die der modernistischen Rhythm Group zugerechnet wurde.
Erstmalig bekannt wurde sie auch durch ihr Gemälde Bonjour Pierrot!, das 1892 in der Royal Academy of Arts ausgestellt und von der Oldham Art Gallery angekauft wurde.
1897 heiratete Wright in Liverpool Bernard Armiger Barczinsky. Er war ein Theaterproduzent und Wright behauptete später, er habe sich irreführend dargestellt. Er änderte seinen Namen in „Barclay“, während sie zusammen waren. Sie wurde in Folge gelegentlich auch „Mrs. Barclay“ genannt. Er verließ sie im Jahr 1900. Sie versuchte, die Ehe zu retten, ließ sich aber 1910 schließlich von ihm scheiden.
1901 ging sie nach Amerika, wo sie erfolgreich als Illustratorin arbeitete. Sie stellte fest, dass die amerikanische Illustration fortschrittlicher, die amerikanische Malerei jedoch nicht so gut war und kehrte 1905 zurück.
Nachdem sie eine gewisse Anerkennung als Gesellschaftsporträtistin erlangt hatte, wurde Wright zunehmend politisch, was auch für ihre Porträts galt. Wright wurde zu einer Unterstützerin der Suffragetten. 1909 malte Wright ihr berühmtestes Porträt, das von Christabel Pankhurst. Es wurde auf der von der WSPU veranstalteten und von Clara Mordan finanzierten The Women's Exhibition ausgestellt, die im Mai 1909 in der Prince's Ice Rink in Knightsbridge stattfand. Una Duval kaufte das Gemälde und es blieb in ihrer Familie, bis es 2011 von einem Nachkommen der National Portrait Gallery vermacht wurde.
1912 wurde auch Duval von Wright gemalt. Wright malte ein Ganzkörperporträt in leuchtendem Jadegrün mit einem Hintergrund aus kämpfenden Hähnen, betitelt The Music Room. Dieses Gemälde wurde erstmals im selben Jahr in der Stafford Gallery in London gezeigt und blieb in der Familie und wurde bis in jüngste Zeit in mehreren Ausstellungen gezeigt. Wright war erfolgreich als Malerin, wurde aber als great woman artist bezeichnet.
Wright unterstützte die Suffragetten bis 1927, bis mit dem Representation of the People (Equal Franchise) Act 1928 Frauen die gleichen Wahlrechte wie Männer erhielten.
Wright starb 1939.

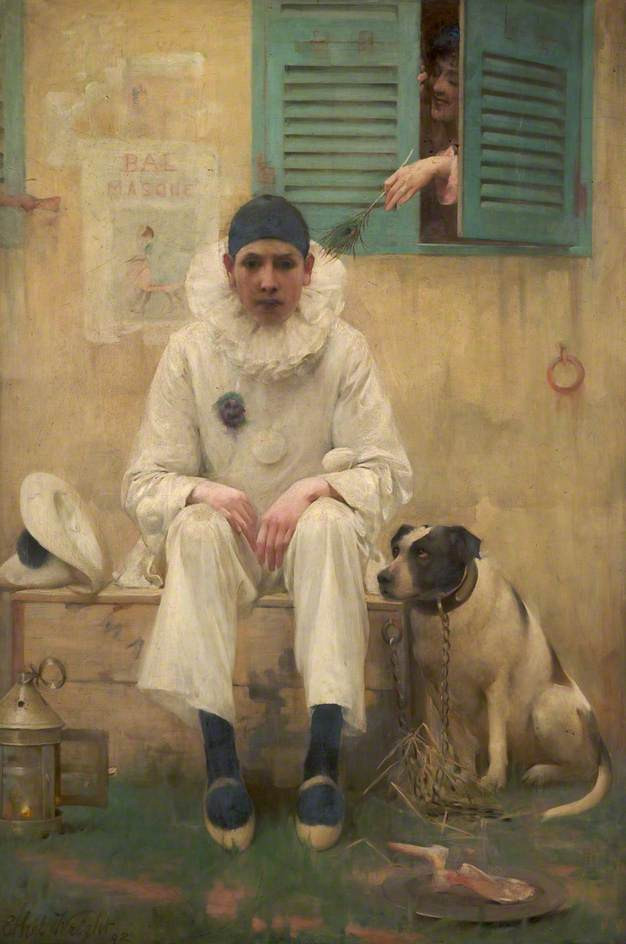
Bonjour Pierrot!, vor 1892
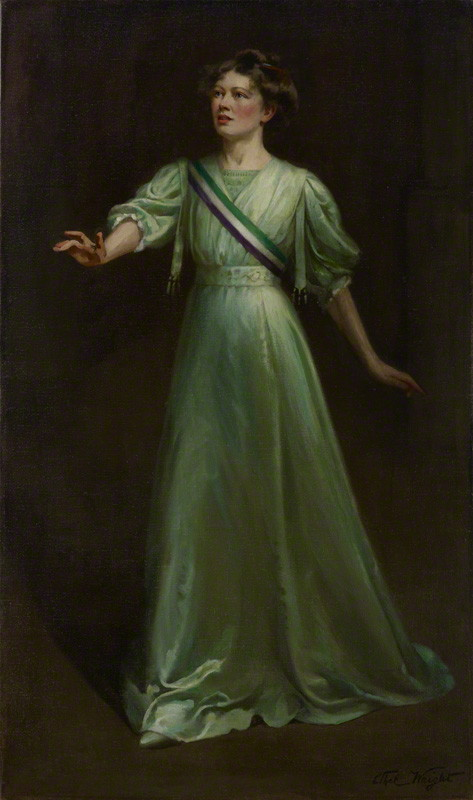
Christabel Pankhurst, vor 1909
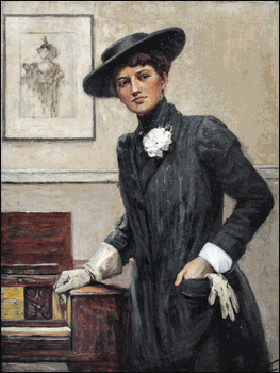
Gabrielle Enthoven, 1910
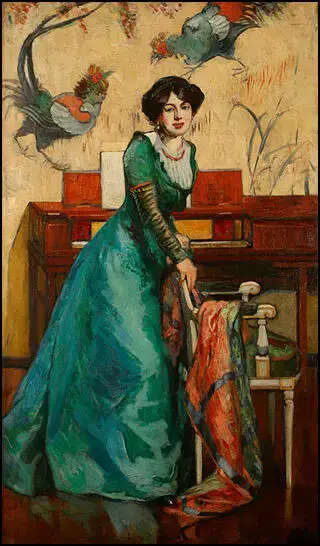
Una Duval, 1912
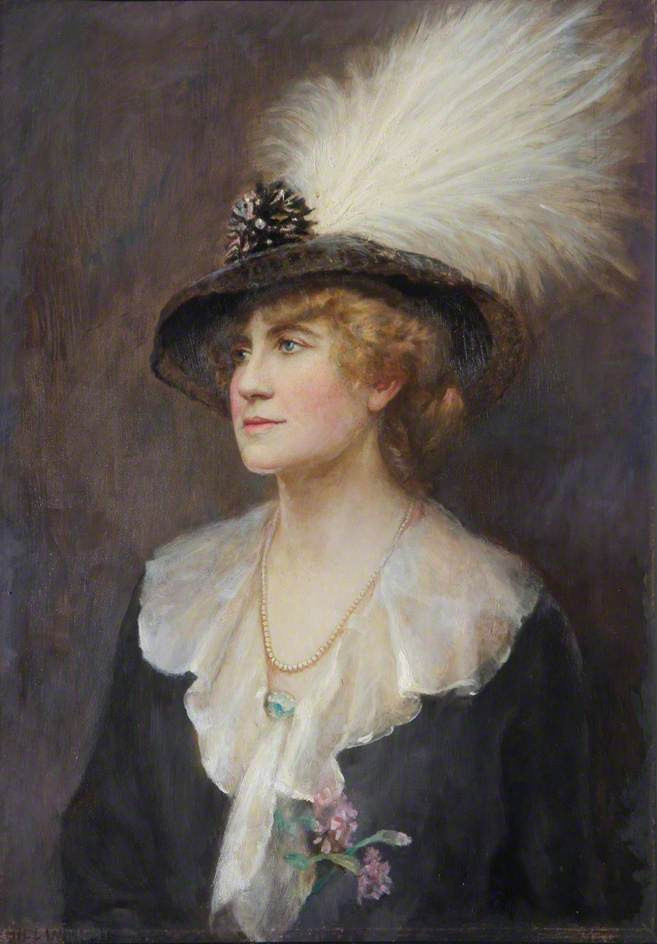
Beatrice Falk, 1915